# Aladino (telefono)
L'Aladino è una serie di apparecchi telefonici, senza fili e a tecnologia DECT, distribuiti e marchiati da Telecom Italia dall'anno 2003 per l'utenza residenziale.

## Descrizione e caratteristiche

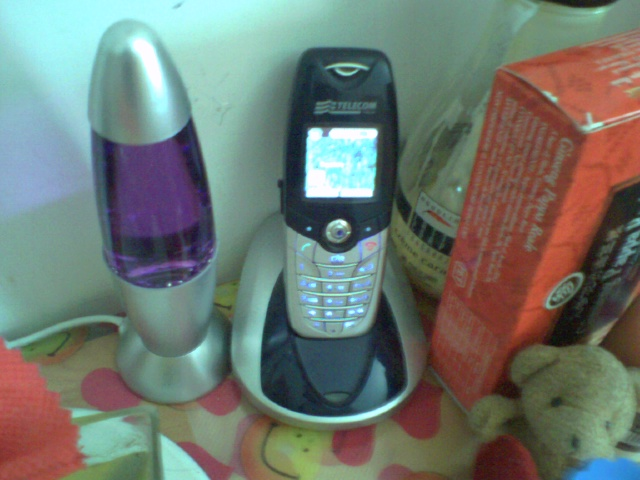
Un telefono Aladino.

I terminali della famiglia Aladino si distinguevano per una serie di caratteristiche quali: display a colori, laccetto a tracolla, suonerie polifoniche, filtro primo squillo, copia in memoria dei numeri contenute nella SIM, risposta automatica, visualizzazione delle chiamate ricevute, messaggistica SMS, menù dedicato ai servizi Telecom Italia, modalità multi-portatile con selezione priorità, menù di giochi e radio integrata.
Diversi gli importatori dei terminali telefonici della famiglia Aladino (Master, Promelit, Urmet, ecc.) ma i telefoni erano caratterizzati con funzioni di base comuni.
Alcuni modelli disponevano di fotocamera, menù in quattro lingue, messaggistica EMS/MMS, 250 numeri in rubrica, batterie agli ioni di litio.
Per il traffico dati, utilizzavano il doppino telefonico rete telefonica generale (RTG). In seguito, per svincolare il canale vocale, furono introdotti dei modelli a tecnologia VOIP con cavo Ethernet e connessione al router Alice di Telecom Italia.
I terminali della famiglia Aladino, prodotti prevalentemente in estremo oriente, fruivano di software sviluppato in Europa.

## Controversie
Nonostante i controlli sia in fase di sviluppo sia in fase di produzione, in alcuni di essi e limitatamente a un numero limitato di lotti, furono notati dei “rimbalzi” della tastiera e sporadiche criticità nella corrente di ricarica per il pacco batterie.
La serie Aladino fu oggetto di campagne commerciali, pubblicizzate con lo slogan Aladino, il telefono che fa il telefonino.
Tra il 2004 e il 2005 alcuni utenti di Telecom Italia riferirono che dei call center proposero l'acquisto di cordless Aladino con l'addebito sulla propria bolletta telefonica. Un gruppo di persone decise di reclamare attraverso la trasmissione televisiva Mi manda Raitre.